# Lophocalyx reiswigi
Lophocalyx reiswigi är en svampdjursart som beskrevs av Menshenina, Tabachnick, Lopes och L. Hajdu 2007. Lophocalyx reiswigi ingår i släktet Lophocalyx, och familjen Rossellidae. Inga underarter finns listade.